# Miguelina Cobián
Miguelina Cobián Hechavarría (Santiago, Cuba, 19 de diciembre de 1941-La Habana, 1 de diciembre de 2019) fue una atleta cubana especializada en la prueba de 4 x 100 m en la que llegó a ser subcampeona olímpica en 1968.

## Carrera deportiva
En los JJ. OO. de México 1968 ganó la medalla de plata en los relevos 4 x 100 metros, con un tiempo de 43.36 segundos, llegando a meta tras Estados Unidos que con 42.88 s batió el récord del mundo, y por delante de la Unión Soviética, siendo sus compañeras de equipo: Violetta Quesada, Marlene Elejarde y Fulgencia Romay.
En 1970 en Ciudad de Panamá realizó la última competencia, pues sufrió una lesión que le impidió participar en los Juegos Panamericanos de 1971 en Cali y en los Juegos Olímpicos de Múnich 1972, por tal motivo La Gacela Oriental decidió retirarse de las pistas.